# Форт-14
Форт-14 — украинский самозарядный пистолет под патрон 9×18 мм ПМ.

## История
Разработка пистолета началась на НПО «Форт» во второй половине 1990-х годов.
На проходившей 25-28 мая 2004 года в Киеве выставке средств защиты, вооружения и спецтехники «ISPEK-2004» было объявлено о создании варианта «Форт-14» с возможностью установки глушителя и тактического фонаря (в дальнейшем получившего наименование «Форт-14ТП»).
В сентябре 2005 года был представлен спортивный пистолет «Беркут», созданный в связи с присоединением Украины к Международной конфедерации практической стрельбы в 2005 году.

## Описание
«Форт-14» изготовлен из оружейной стали, накладки на рукоять выполнены из дерева или пластмассы. Автоматика пистолета работает на основе отдачи свободного затвора. Возвратная пружина расположена под стволом.
Ствол съёмный, крепящийся к рамке при помощи оси затворной задержки и снимаемый при разборке оружия. В канале ствола — шесть гексагональных нарезов.
Предохранительные устройства включают автоматическую блокировку ударника при не нажатом спусковом крючке, а также расположенный на затворе ручной предохранитель, позволяющий заблокировать ударно-спусковой механизм как с взведенным, так и со спущенным курком.
Магазин коробчатый, с двухрядным расположением патронов, защёлка магазина расположена в основании спусковой скобы.
Штатные прицельные приспособления нерегулируемые, включают мушку и целик, установленный в поперечном пазу типа «ласточкин хвост».

## Варианты и модификации
- пистолет Форт-14 в наградном исполнении — с гравировкой и золочением
- «Форт-14 ТП» — тактический пистолет с удлинённым до 123 мм стволом[1], возможностью установки тактического фонаря ЛТ-6А и глушителя ПЗРЗП-032. Может комплектоваться магазином увеличенной ёмкости на 24 патрона[2]. Ресурс пистолета «Форт-14 ТП» составляет не менее 12 тыс. выстрелов, что превышает требования министерства обороны Украины к армейскому пистолету для вооружённых сил Украины (10 тыс. выстрелов)[7]. Ресурс глушителя составляет 3 тыс. выстрелов[8]
- «Форт-14 ПП» — модификация Форт-14 под патрон 9х19 «Парабеллум», использует автоматику с коротким ходом ствола. Ёмкость магазина составляет 16 патронов[9].
- «Беркут» — спортивный пистолет под патрон 9×18 мм ПМ, с удлинённым до 135 мм (за счет установки дульного тормоза-компенсатора) стволом и регулируемым прицелом, оптимизированный под требования IPSC[1]. Первый предсерийный образец пистолета был представлен на проходившей 27-30 сентября 2005 года в Киеве оружейной выставке «Оружие и безопасность-2005» под наименованием «Форт-Беркут»[10]
- «Форт-14Р» — травматический пистолет под патрон 9 мм Р. А.[1], ёмкость магазина 14 патронов, накладки на рукоять из чёрной пластмассы[11]. Ствол гладкий, внутренний диаметр ствола составляет 5.7 мм, внешний — 11.5 мм.
- «Форт-14Р-05» — модификация «Форт-14Р» (подарочное исполнение, кожух-затвор и рамка украшены растительным орнаментом, накладки на рукоять деревянные)[12]
- «Форт-14Т» — травматический пистолет под патрон 9 мм Р. А., ёмкость магазина — 10 патронов. Конструктивной особенностью пистолета является наличие перегородок в канале ствола.
- «Форт-19» — модификация Форт-14ПП под патрон 9х19 «Парабеллум» с полимерной рамкой (что позволило уменьшить массу оружия на 100 грамм). Демонстрационный образец представлен в сентябре 2015 на оружейной выставке «Зброя та безпека-2015»[13]

## На вооружении
- Украина:
  - на вооружении полиции[14] (отдельных категорий сотрудников спецподразделения «Титан»[15], спецподразделений «Беркут»[16] и ППСМОН[17]) и группы «А» Центра специальных операций Службы безопасности Украины[18]. Также их разрешено выдавать в качестве личного оружия сотрудникам государственной фискальной службы Украины[19]
  - в 2014 году пистолет «Форт-14ТП» был принят на вооружение сухопутных войск Украины[20], в 2015 году в войска поступили 500 пистолетов «Форт-14ТП»[21]
  - является наградным оружием[22][23][24]
- Грузия: закуплен по меньшей мере 1 шт. Форт-14ТП в наградном исполнении[25]